# Tilia amurensis
Tilia amurensis är en malvaväxtart som beskrevs av Franz Josef Ivanovich Ruprecht. Tilia amurensis ingår i släktet lindar, och familjen malvaväxter.

## Underarter
Arten delas in i följande underarter:
- T. a. sibirica
- T. a. taquetii
- T. a. tricuspidata